# 소년과학
소년과학은 중화인민공화국의 잡지이다.

## 개요
《소년과학》은 1979년 1월에 창간되었으며, 주로 청소년계층을 대상으로 하고 있다.
이 잡지는 중국에서 발행된 한글 잡지중에서 역사가 꽤 오래된 아동잡지이다. 또 이 잡지는 한국어로 발간하고 있다.
이 잡지를 발간하고 있는 주된 목적은 동포 청소년들에게 보다 더 과학적인 지식을 심어주려고 하는 것이다.
표제는 검은색의 붓글씨체로 만들었으며, 그 밑에는 천연색 사진과 함께 주요 기사들을 소개하고 있다.